# باشگاه فوتبال بیلوار
باشگاه فوتبال بیلوار یک باشگاه فوتبال در کرواسی است که در شهر بیلوار واقع شده‌است.

## افتخارات
```
Treća HNL 
 
– North:
```

- قهرمان (۱): ۰۴–۲۰۰۳